# Spermophora
Spermophora is een geslacht van spinnen uit de familie trilspinnen (Pholcidae).

## Soorten
Het geslacht kent de volgende soorten:
- Spermophora abibae Huber, 2014
- Spermophora akwamu Huber & Kwapong, 2013
- Spermophora awalai Huber, 2014
- Spermophora berlandi Fage, 1936
- Spermophora bukusu Huber & Warui, 2012
- Spermophora deelemanae Huber, 2005
- Spermophora dieke Huber, 2009
- Spermophora dumoga Huber, 2005
- Spermophora estebani Simon, 1892
- Spermophora falcata Yao & Li, 2013
- Spermophora gordimerae Huber, 2003
- Spermophora jocquei Huber, 2003
- Spermophora kaindi Huber, 2005
- Spermophora kerinci Huber, 2005
- Spermophora kirinyaga Huber & Warui, 2012
- Spermophora kivu Huber, 2003
- Spermophora kyambura Huber & Warui, 2012
- Spermophora lambilloni Huber, 2003
- Spermophora luzonica Huber, 2005
- Spermophora maathaiae Huber & Warui, 2012
- Spermophora maculata Keyserling, 1891
- Spermophora maros Huber, 2005
- Spermophora masisiwe Huber, 2003
- Spermophora mau Huber & Warui, 2012
- Spermophora minotaura Berland, 1920
- Spermophora morogoro Huber, 2003
- Spermophora palau Huber, 2005
- Spermophora paluma Huber, 2001
- Spermophora pembai Huber, 2003
- Spermophora peninsulae Lawrence, 1964
- Spermophora persica Senglet, 2008
- Spermophora ranomafana Huber, 2003
- Spermophora sangarawe Huber, 2003
- Spermophora schoemanae Huber, 2003
- Spermophora senoculata (Dugès, 1836)
- Spermophora senoculatoides Senglet, 2008
- Spermophora sumbawa Huber, 2005
- Spermophora suurbraak Huber, 2003
- Spermophora thorelli Roewer, 1942
- Spermophora tonkoui Huber, 2003
- Spermophora tumbang Huber, 2005
- Spermophora usambara Huber, 2003
- Spermophora vyvato Huber, 2003
- Spermophora yao Huber, 2001
- Spermophora ziama Huber & Kwapong, 2013